# Șoimi, Bihor
Șoimi este satul de reședință al comunei cu același nume din județul Bihor, Crișana, România.

## Obiective turistice
- Rezervația naturală “Dealul Păcău” (15,0 ha).
- Biserica de lemn din Șoimi